# Ilistaja
L'Ilistaja (in russo Илистая?) è un fiume dell'Estremo oriente russo, tributario del lago Chanka. Scorre nel Territorio del Litorale. 
Fino al 1972, il fiume era chiamato Lefu (o Lefa), formato dalla confluenza dei fiumi Bol'šaja Lefu (Grande Lefa) e Malaja Lefu (Piccola Lefa). Dopo la ridenominazione, Bol'šaja Lefu divenne noto come Ilistaja, e Malaja Lefu divenne Malaja Ilistaja.
Il fiume ha origine sulle pendici dei monti Prževal'skij (che fanno parte del sistema montuoso Sichotė-Alin'), scorre in direzione settentrionale e sfocia nella parte meridionale del lago Chanka diviso in due rami. La lunghezza del fiume è di 220 km. Il bacino idrografico è di 5 470 km². Il corso del fiume si svolge dapprima tra le montagne, poi scende nella pianura del Chanka. La parte montuosa del bacino è boscosa, la pianura è occupata da prati con suoli torbosi. Il suo maggior affluente è l'Abramovka (lungo 102 km).